# J.M.W. Turner
Joseph Mallord William Turner (født 23. april 1775 i London, England; død 19. december 1851, Chelsea, England) var en engelsk landskabsmaler.
Turner er en af de mest kendte engelske landskabsmalere fra det 19. århundrede og er af eftertiden
set som en af grundlæggerne af engelsk akvarel-landskabsmaling. Hele livet var han optaget af sin kunst, og som en af de få malere fra tiden var han anerkendt som en fremragende maler, mens han levede.

## Liv og karriere
Som 10-årig blev Joseph i 1785 sendt til sin onkel på mødrene side, muligvis på grund af sin mors psykiske ustabilitet, der formentlig bundede i Josephs yngre søsters sygdom og død i 1786). Her begyndte han at vise interesse for tegning og maling. Og som 13-årig udstillede han egne tegninger i sin fars barbersalon.
I 1789 blev han i en alder af 14 år optaget som studerende på The Royal Academy of Arts, hvor en af hans akvareller året efter blev valgt til at blive udstillet.
Fra begyndelsen var Turner mest interesseret i arkitektur, men han blev af arkitekten Thomas Hardwick opfordret til at koncentrere sig om
maleriet. En af de ting, han blev uddannet i, var topografisk tegning; det fik senere betydning for hans malerier.
Hans første udstilling af et oliemaleri på akademiet var i 1796. Resten af livet udstillede han regelmæssigt her. Hans sidste udstilling på akademiet var så sent som 1850.
I 1799 blev Turner optaget som associeret medlem af akademiet. Han blev fuldgyldigt medlem i 1802. Han var professor i perspektiv på Akademiet 1807-1837.
Som medlem begyndte Turner at rejse rundt i Europa. Blandt andet til Paris, hvor han i 1802 studerede på Louvre. Han kom også til Venedig, der skulle inspirere ham til nogle af hans bedste værker. Men også det engelske landskab var en vigtig inspirationskilde for ham, specielt i forbindelse med hans akvareller, og hans tidligere erfaring med topografisk tegning fik betydning. Efterhånden udviklede Turner sin egen stil, hvor hans studier af havets og himlens påvirkning af motiverne førte til en nærmest impressionistisk stil, hvor han ikke kun malede motivernes faktiske udseende, men også lod sine egne følelser slå igennem i samspillet mellem lys og skygge. Turners stil ses i dag som forløberen for impressionismen.
I sine senere år blev Turner noget af en excentriker, der isolerede sig fra omverdenen i måneder ad gangen. Ofte havde han meget svært ved at se sine billeder blive solgt. Det fortælles, at når han endelig var overtalt til at sælge, var han nedtrykt længe efter.
Efter lang tids sygdom døde han i Chelsea. Han er begravet i St. Paul's Cathedral.

## Eftertiden
Turner efterlod sig en stor formue, som han håbede ville blive brugt til at støtte andre kunstnere. I sit testamente bestemte han, at der skulle bygges et museum med hans efterladte værker, som han donerede til den britiske nation. Imidlertid opstod der en juridisk tvist efter hans død: hans arvinger satte spørgsmålstegn ved lovligheden af ønsket. Først 20 år efter hans død blev hans værker overdraget til British Museum.
| - "The Fighting Temeraire tugged to her last Berth to be broken up", 1839 – National Gallery (Skibet slæbes til uphugning) |  | - Detalje |  | - Detalje i højre hjørne |  | Turner var af sin samtid anerkendt som en betydende kunstner, og også eftertiden har anerkendt hans talent. I dag fremstår Turner som en af Englands mest betydende kunstnere, og et af hans værker, "The Fighting Temeraire", blev i 2005 kåret som Englands "bedste maleri" i en folkeafstemning organiseret af BBC. |

I 2014 kom filmen Mr. Turner med fokus på de sidste 25 år af hans liv. Den blev nomineret til fire Oscars. Timothy Spall er rost for sin præstation i titelrollen, han vandt f.eks. på Filmfestivalen i Cannes prisen for bedste skuespiller.[kilde mangler]
| - Andre værker af J.M.W. Turner - Mole i Calais, 1801 National Gallery, London Calais Pier - Hollandske både i kuling, 1801 Dutch Boats in a Gale - Lake Lucerne, 1802. Tate Gallery - Skt. Gotthard-passet, 1804 - Dordrecht: Pakkebåden fra Rotterdam i vindstille, 1818 Dort or Dordrecht: The Dort packet-boat from Rotterdam becalmed - Hjortene i Petworth Park, 1827 The Deer in Petworth Park - Chichester Canal, 1828. Tate Gallery - Brændende skib, ca. 1830 Tate Gallery Burning ship - The Burning of the Houses of Lords and Commons, ca. 1835. Philadelphia Museum of Art - Rome, From Mount Aventine, 1835. Solgt på Sotheby's for 30.3 millioner £ (ca. 280 millioner kroner) |

| - The Grand Canal Venice, ca. 1835 The Metropolitan Museum of Art - Forliste skibes kyst i Northumberland, ca. 1836 Wreckers Coast of Northumberland - Havnemunding, 1842 Harbour's Mouth ('Snow Storm - Steam-Boat off a Harbour's Mouth') - Norham Castle, Sunrise, ca. 1845. Tate Britain |